# Tijd voor de sterren
Tijd voor de sterren (Engelse titel: Time for the Stars) is een sciencefictionroman uit 1978 van de Amerikaanse schrijver Robert Heinlein.

## Synopsis
In de 21ste eeuw telt het mensdom 500 miljoen zielen en komen er jaarlijks 90 miljoen bij. Op zoek naar oplossingen vertrekken er supersnelle ruimteschepen op zoek naar bewoonbare werelden. Deze ruimteschepen kunnen niet sneller dan het licht reizen waardoor deze reizen jarenlang duren. Nadat men ontdekt heeft dat sommige tweelingen met elkaar telepathisch kunnen communiceren, gaat men op zoek naar geschikte tieners. Tom en Patt Bartlett zijn een tweeling met deze gave en Tom vertrekt met het ruimteschip terwijl hij dankzij zijn gave in contact blijft met Patt op de Aarde. Door te reizen aan zeer hoge snelheid ontstaat het zogenaamd tweelingparadox waardoor Patt veel sneller verouderd dan zijn tweelingbroer Tom. Tom blijft later contact houden met de Aarde via zijn nicht en achtereenvolgens zijn achternicht en achterachternicht. De laatste planeet die ze bezoeken blijkt heel gevaarlijk en intelligente en vijandelijke wezens doden een groot deel van de bemanning. Nadat de Aarde bericht heeft gekregen van hun situatie beloven ze snel een ruimteschip te sturen. Tot hun verrassing komt dit schip hen binnen een maand te hulp. Wetenschappers zijn er intussen in geslaagd om ruimteschepen sneller dan het licht te laten reizen. Tom reist terug naar de Aarde, die na zijn lange afwezigheid onherkenbaar veranderd is en trouwt met zijn achterachternicht, die van kindsbeen af zijn gedachten gelezen heeft.